# Ljoedmila Poradnyk
Ljoedmila Poradnyk, geboren Bobroes (Людмила Костянтинівна Бобрусь-Порадник) (Kiev, 1 november 1946) is een Russisch handbalspeelster.
Poradnyk nam in 1976 in Montreal en in 1980 in Moskou deel aan de Olympische zomerspelen, beide keren veroverde ze het olympisch goud met het nationale handbalteam van de Sovjet-Unie.